# Войня, Камелия
Каме́лия Во́йня (рум. Camelia Voinea; род. 1 марта 1970, Констанца, Румыния) — румынская гимнастка, серебряная медалистка Олимпийских игр в командном первенстве (1988). Ранее также в командном первенстве чемпионка мира (1987; Румыния отставала от СССР на 0,45 очка, но затем в вольных упражнениях Войня, Добре и Силиваш выступали подряд и получили десятки) и серебряная медалистка Чемпионата мира (1985). Серебряная медалистка Чемпионата Европы в вольных упражнениях (1987).